# Мадалена (Сеара)
Мадалена (порт. Madalena)  —  город и муниципалитет в Бразилии, входит в штат Сеара. Составная часть мезорегиона Сертойнс-Сеаренсис. Входит в экономико-статистический микрорегион Сертан-ди-Кишерамобин. Население составляет 16 493 человека на 2006 год. Занимает площадь 998,182 км². Плотность населения — 15,9 чел./км².

## История
Город основан в 1989 году.

## Статистика
- Валовой внутренний продукт на 2003 составляет 32.141.135,00 реалов (данные: Бразильский институт географии и статистики).
- Валовой внутренний продукт на душу населения на 2003 составляет 2.041,23 реалов (данные: Бразильский институт географии и статистики).
- Индекс развития человеческого потенциала на 2000 составляет 0,634 (данные: Программа развития ООН).